# Anne Marit Bjørnflaten
Anne Marit Bjørnflaten, née le 18 juin 1969 à Harstad, est une personnalité politique norvégienne du Parti travailliste.

## Biographie
Entre 2000 et 2001, Anne Marit Bjørnflaten est conseillère politique au ministère des Affaires étrangères du premier gouvernement Stoltenberg.
Elle est élue au Parlement norvégien pour le comté de Troms en 2005. Elle est à la tête de la commission de la justice au Parlement norvégien. Elle n’a pas cherché à se représenter au parlement en 2013.
Le 30 septembre 2022, elle devient secrétaire d'État au ministère du Commerce, de l'Industrie et de la Pêche.